# 亀青村
亀青村（かめあおむら）とは、東京府南葛飾郡にかつて存在した村である。現在の葛飾区の中部に位置していた。
村名の由来は亀有と青戸。葛飾区立亀青小学校、亀青児童遊園（亀有2-9、青戸8-11）などにその名をとどめる。

## 沿革
- 1889年（明治22年）5月1日 - 町村制の施行に伴い、青戸村の全域と、以下の3村の各一部が合併して発足（カッコ内は残部の編入先）。
  - 亀有村の大部分（南綾瀬村）
  - 砂原村の大部分（南綾瀬村）
  - 下千葉村飛地（南綾瀬村）
- 1932年（昭和7年）10月1日 - 南葛飾郡全域が東京市に編入。亀青村の区域は葛飾区となる。

## 交通

### 鉄道
- 国鉄（現JR東日本）
  - 常磐線：亀有駅

京成電鉄青砥駅は本田町に所在した。

### 道路
- 水戸街道

## 現在の地名
亀有、白鳥、西亀有四丁目、青戸二丁目、三丁目、四丁目、五丁目、六丁目、七丁目、八丁目（いずれも大体の範囲）